# Rio Open
Il Rio Open è un torneo professionistico di tennis giocato all'aperto sulla terra rossa. Il torneo fa parte dell'ATP Tour 500 dal 2014 per gli uomini, e per le donne ha fatto parte della categoria International dal 2014 al 2016, quando si sono giocati per l'ultima volta i tornei femminili. L'evento si svolge al Jockey Club Brasileiro di Rio de Janeiro in Brasile.

## Storia
Il gruppo brasiliano che ha portato l'evento a Rio de Janeiro ha acquistato i diritti per disputare un torneo ATP 500 dalla Sharks Sports & Entertainment, proprietaria dei tornei statunitensi U.S. National Indoor Tennis Championships di Memphis (ATP 500) e Pacific Coast Championships di San Jose (ATP 250). In virtù di questa transazione, nel 2014 il torneo di Memphis è diventato un ATP 250, mentre quello di San Jose è stato soppresso.

## Albo d'oro

### Singolare maschile
| Anno | Campione                              | Finalista                             | Punteggio                             |
| ---- | ------------------------------------- | ------------------------------------- | ------------------------------------- |
| 2025 | Sebastián Báez (2)                    | Alexandre Müller                      | 6–2, 6–3                              |
| 2024 | Sebastián Báez (1)                    | Mariano Navone                        | 6–2, 6–1                              |
| 2023 | Cameron Norrie                        | Carlos Alcaraz                        | 5–7, 6–4, 7–5                         |
| 2022 | Carlos Alcaraz                        | Diego Schwartzman                     | 6–4, 6–2                              |
| 2021 | Annullato per pandemia di Coronavirus | Annullato per pandemia di Coronavirus | Annullato per pandemia di Coronavirus |
| 2020 | Cristian Garín                        | Gianluca Mager                        | 7–6(3), 7–5                           |
| 2019 | Laslo Đere                            | Félix Auger-Aliassime                 | 6–3, 7–5                              |
| 2018 | Diego Schwartzman                     | Fernando Verdasco                     | 6–2, 6–3                              |
| 2017 | Dominic Thiem                         | Pablo Carreño Busta                   | 7–5, 6–4                              |
| 2016 | Pablo Cuevas                          | Guido Pella                           | 6–4, 6(5)–7, 6–4                      |
| 2015 | David Ferrer                          | Fabio Fognini                         | 6–2, 6–3                              |
| 2014 | Rafael Nadal                          | Aleksandr Dolhopolov                  | 6–3, 7–6(3)                           |

### Doppio maschile
| Anno | Campioni                                  | Finalisti                             | Punteggio                             |
| ---- | ----------------------------------------- | ------------------------------------- | ------------------------------------- |
| 2025 | Rafael Matos (2) Marcelo Melo             | Pedro Martínez Jaume Munar            | 6–4, 7–5                              |
| 2024 | Nicolás Barrientos Rafael Matos (1)       | Alexander Erler Lucas Miedler         | 6–4, 6–3                              |
| 2023 | Máximo González (2) Andrés Molteni        | Juan Sebastián Cabal Marcelo Melo     | 6–1, 7–6(3)                           |
| 2022 | Simone Bolelli Fabio Fognini              | Jamie Murray Bruno Soares             | 7–5, 6(2)–7, [10–6]                   |
| 2021 | Annullato per pandemia di Coronavirus     | Annullato per pandemia di Coronavirus | Annullato per pandemia di Coronavirus |
| 2020 | Marcel Granollers Horacio Zeballos        | Salvatore Caruso Federico Gaio        | 6–4, 5–7, [10–7]                      |
| 2019 | Máximo González (1) Nicolás Jarry         | Thomaz Bellucci Rogério Dutra Silva   | 6(3)–7, 6–3, [10–7]                   |
| 2018 | David Marrero Fernando Verdasco           | Nikola Mektić Alexander Peya          | 5–7, 7–5, [10–8]                      |
| 2017 | Pablo Carreño Busta Pablo Cuevas          | Juan Sebastián Cabal Robert Farah     | 6–4, 5–7, [10–8]                      |
| 2016 | Juan Sebastián Cabal (2) Robert Farah (2) | Pablo Carreño Busta David Marrero     | 7–6(5), 6–1                           |
| 2015 | Martin Kližan Philipp Oswald              | Pablo Andújar Oliver Marach           | 7–6(3), 6–3                           |
| 2014 | Juan Sebastián Cabal (1) Robert Farah (1) | David Marrero Marcelo Melo            | 6–4, 6–2                              |

### Singolare femminile
| Anno | Campionessa         | Finalista        | Punteggio     |
| ---- | ------------------- | ---------------- | ------------- |
| 2016 | Francesca Schiavone | Shelby Rogers    | 2–6, 6–2, 6–2 |
| 2015 | Sara Errani         | Anna Schmiedlová | 7–6(2), 6–1   |
| 2014 | Kurumi Nara         | Klára Zakopalová | 6–1, 4–6, 6–1 |

### Doppio femminile
| Anno | Campionesse                             | Finaliste                          | Punteggio   |
| ---- | --------------------------------------- | ---------------------------------- | ----------- |
| 2016 | Verónica Cepede Royg María Irigoyen (2) | Tara Moore Conny Perrin            | 6–1, 7–6(5) |
| 2015 | Ysaline Bonaventure Rebecca Peterson    | Irina-Camelia Begu María Irigoyen  | 3–0 rit.    |
| 2014 | Irina-Camelia Begu María Irigoyen (1)   | Johanna Larsson Chanelle Scheepers | 6–2, 6–0    |